# Théodore Rosset
Pour les articles homonymes, voir Rosset.
Vous pouvez aider à l'améliorer ou bien discuter des problèmes sur sa page de discussion.
- Il ne cite pas suffisamment ses sources. Vous pouvez indiquer les passages à sourcer avec {{référence nécessaire}} ou {{Référence souhaitée}}, et inclure les références utiles en les liant aux notes de bas de page. (Marqué depuis avril 2024)
- Certaines informations devraient être mieux reliées aux sources mentionnées dans la bibliographie ou les liens externes. Améliorez sa vérifiabilité en les associant par des références. (Marqué depuis avril 2024)

- Archive Wikiwix
- Bing
- Cairn
- DuckDuckGo
- E. Universalis
- Gallica
- Google
- G. Books
- G. News
- G. Scholar
- Persée
- Qwant
- (zh) Baidu
- (ru) Yandex
- (wd) trouver des œuvres sur Wikidata

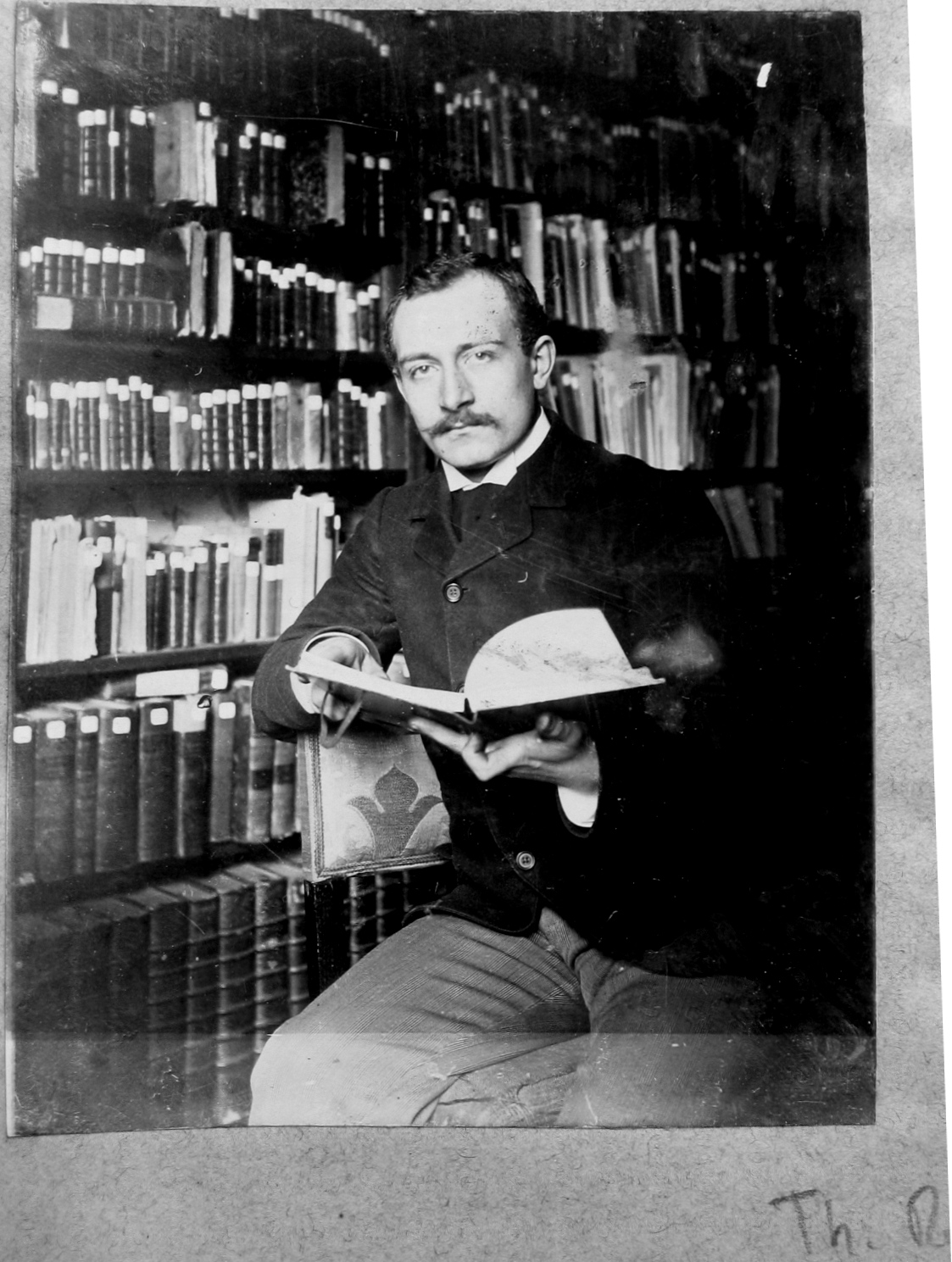
Théodore Rosset à la bibliothèque de l'Institut de Phonétique de Grenoble

Théodore Rosset est un linguiste et phonéticien français né le 11 novembre 1877 à Montréal-la-Cluse (Ain) et mort 14 octobre 1961 à Paris. Il est notamment connu pour avoir fondé l'Institut de Phonétique de Grenoble en 1904, qui change de nom pour devenir l'ICP (Institut de la Communication Parlée) puis le GIPSA-lab en 2007.

## Biographie
Théodore Rosset naît le 11 novembre 1877 à Montréal-la-Cluse, dans l'Ain. Passionné par la linguistique, il suit une formation littéraire, puis est agrégé de grammaire en 1904. Il obtient également un doctorat ès lettres. La même année, il fonde l'Institut de phonétique de Grenoble, ancêtre du GIPSA-lab.
Rosset se consacre ensuite intensément à la recherche et à l'éducation, devenant maître de conférences en langue française moderne à la Faculté des Lettres de Grenoble entre 1912 et 1922, et professeur de philologie. 
Il devient successivement directeur de l'enseignement primaire, puis de l'instruction publique et des beaux-arts en Tunisie entre 1919 et 1922, puis recteur de l'académie de Dijon et directeur de l'enseignement supérieur au ministère de l'Éducation nationale en 1937.
Il est nommé conseiller maître à la Cour des comptes en 1941.

## Distinctions honorifiques
- Palmes académiques[Lesquelles ?]
- Chevalier de la Légion d'honneur en 1923
- Commandeur de la Légion d'honneur en 1935

## Publications
- Exercices pratiques d'articulation et de diction composés pour l'enseignement de la langue française aux étrangers, Grenoble, Gratier, 1905.
- Entretien, Doutes, critiques et remarques du P. Bouhours sur la langue française, 1908 (Prix Saintour de l'Académie Française 1909)
- Du rôle de la phonétique dans l'enseignement des langues vivantes, 1909
- L'enseignement de la grammaire française à l'école primaire
- Les Origines de la prononciation moderne, étudiées au XVIIe siècle d'après les remarques des grammairiens et les textes en patois de la banlieue parisienne (thèse), Paris, A. Colin, 1911 (Prix Saintour de l'Académie Française 1912)
- Recherches expérimentales pour l'inscription de la voix parlée (thèse complémentaire), Paris, A. Colin, 1911 (couronné par l'Académie des Sciences)